# Jo Dunkley
Joanna Dunkley es una astrofísica británica y profesora de física en la Universidad de Princeton. Trabaja sobre el origen del Universo utilizando el Telescopio Cosmológico de Atacama, el Observatorio Simons y el Gran Telescopio para Rastreos Sinópticos (LSST).

## Educación
Dunkley se graduó por la Universidad de Cambridge en 2001 con Primeros Honores de Clase con una Maestría en Ciencia (MSci) licenciatura en Ciencias Naturales (Física Teórica) donde ella fue una estudiante de Trinity Hall, en Cambridge. Le fue otorgado el título universitario de Doctor en Filosofía por la Universidad de Oxford en 2005 para una investigación supervisada por Pedro G. Ferreira como estudiante de posgrado de la Universidad Magdalen, Oxford.

## Investigación y carrera
Su investigación es en cosmología, estudiando la Cronología del universo utilizando el Telescopio de Cosmológico de Atacama, el Observatorio Simons, y el Gran Telescopio para Rastreos Sinópticos (LSST).
Después de su DPhil, se unió a la Universidad de Princeton como postdoctoral y socia de investigación en 2006, trabajando con David Spergel y Lyman Page en la Wilkinson Microwave Anisotropy Probe (WMAP) de la NASA. Dunkley hizo una Investigación postdoctoral en el proyecto de WMAP. En una entrevista en Princeton en 2017, Spergel dijo que ella deprisa "logró contribuciones importantes en el análisis que llevó al desarrollo de lo que hoy conocemos como el modelo estándar de la cosmología." pronto después de que comenzó a trabajar con la Agencia Espacial europea (ESA) Satélite Planck, construyendo el mapa  mejor detallado de la radiación de fondo cósmico de microondas (CMB).

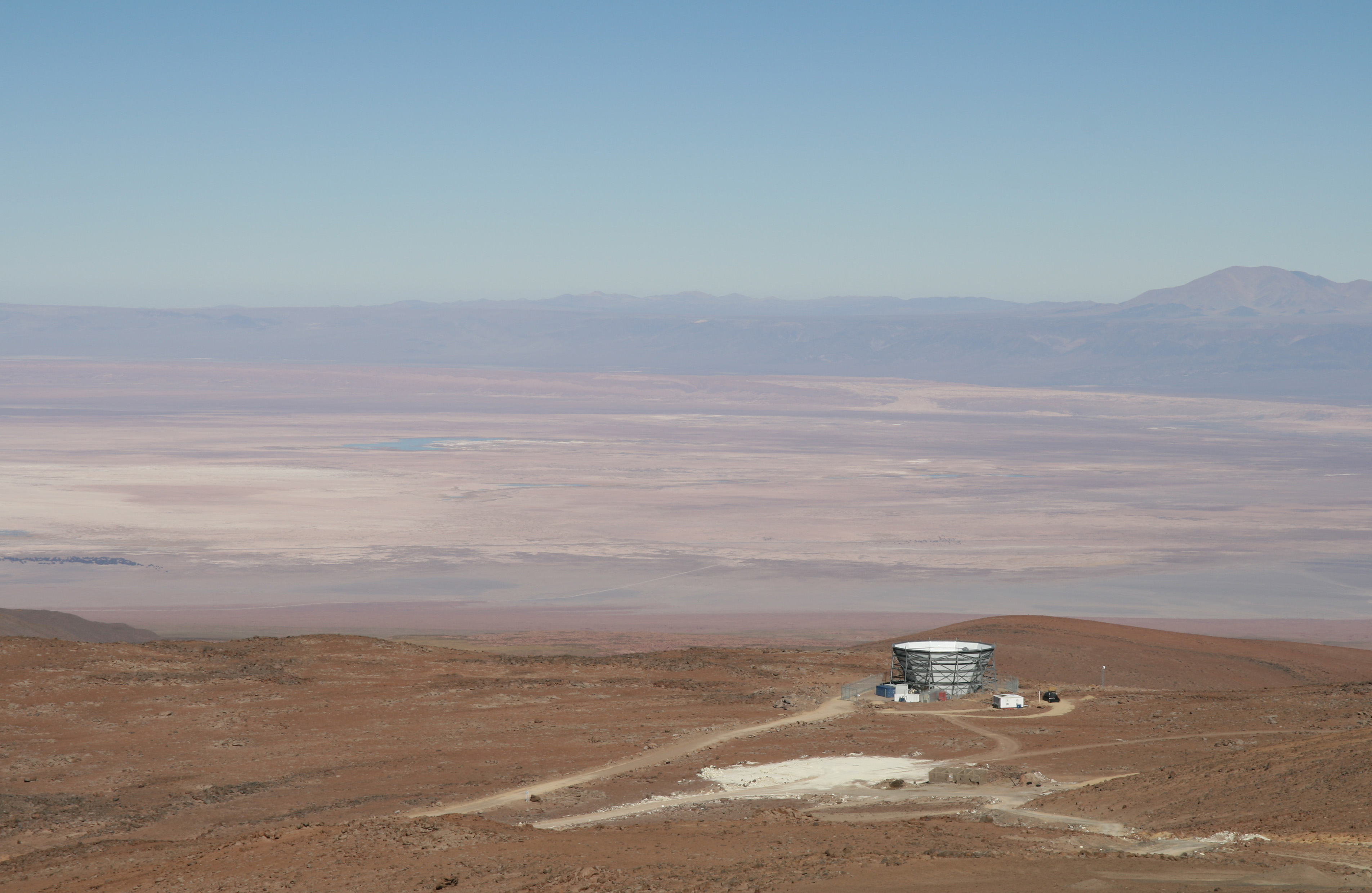
Telescopio Comológico de Atacama desde la distancia

Dunkley se trasladó a Oxford en 2007 y se convirtió en Profesora de Astrofísica en 2014. Dunkley dirigió el análisis del Telescopio de Cosmológico de Atacama en Chile, y desarrolló lentes gravitacionales para identificar la materia oscura. En Oxford aumentó la resolución para la observación de la CMB, al limitar el número de posibles especies de neutrinos en el mundo. Las imágenes de la CMB, publicadas en 2013, mostraron el universo con tan sólo unos 400.000 años de antigüedad. Su investigación combina la física teórica con el análisis estadístico y utiliza sus modelos para entender el universo a partir de observaciones cosmológicas. Junto con la estimación de cuánto el universo pesa, Dunkley puede identificar las proporciones de la Energía Oscura y la Materia Oscura. Ella utilizó lentes gravitacionales en la CMB como evidencia de que la Energía Oscura se halla en el universo, siendo así seleccionada por La Física de Hoy en día como destacada de 2011.
Dunkley se reincorporó en Princeton en el año 2016. Su nueva investigación, utilizando el Observatorio Simons, busca "la nueva física, complejidades y partículas extras que podrían haber existido cuando el universo era aún muy joven". En el año 2017, fue premiada con el Breakthrough Prize de Física junto con 22 miembros del Equipo Científico WMAP NASA.

### Participación pública
Jo Dunkley ha dado numerosas conferencias y seminarios. Ella ha hecho apariciones en la BBC de Stargazing Live y El Club de Ciencia de Dara O'Brian. Es mencionada en el libro Am Because You Are: An anthology of stories celebrating the centenary of the General Theory of Relativity de Pippa Goldschmidt. Su primer libro, Nuestro Universo: La Guía De Un Astrónomo será publicado por Penguin a finales de 2018. Para la publicación de estos libros, dará un recorrido por el país dando una serie de talleres y charlas a estudiantes para aumentar la conciencia de las contribuciones de las mujeres a la astronomía.

### Premios y honores
Dunkley, ha ganado varios premios, entre ellos:
- 2017 - Breakthrough Prize en Fundamental Physics[22] compartido con 22 miembros del Equipo Científico WMAP NASA.
- 2016 - Rosalind Franklin Award y la Conferencia[23][24][25]
- 2015 - Royal Society Wolfson Research Merit Award[26]
- 2015 - Philip Leverhulme Prize, Leverhulme Trust[27]
- 2014 - Fowler Prize de la Real Sociedad Astronómica[28]
- 2013 - Maxwell Medal and Prize
- 2012 - Premio Gruber de Cosmología, compartido con el Equipo Científico WMAP NASA[29]
- 2010 - Starting Grant del Consejo Europeo de Investigación[30]
- 2007 - NASA Group Achievement Award, compartido con el Equipo Científico WMAP NASA[31]
- Miembro de la Royal Society.[32]